# Рифей
Рифей (рос. рифей, англ. Riphean; нім. Riphäikum n, Ripheikum n) — етап геологічної історії розвитку земної кори у пізньому протерозої, найбільший підрозділ верхнього протерозою. Зараз це поняття є застарілим; у сучасній міжнародній стратиграфічній шкалі рифей відсутній. У зв'язку з переглядом геохронологічної шкали він частково віднесений до мезопротерозою, частково до неопротерозою.
Рифей був виділений радянським геологом М. С. Шатським у 1945 році на Південному Уралі. Назва походить від античної латинської назви деякої горної системи далеко на півночі, що іноді ототожнюється з Уральськими горами.
У радянській стратиграфії нижню і верхню межі рифею проводили по породах віком 1650 та 680—650 млн років відповідно (спочатку до складу рифею включали і венд, кінець якого раніше датували 570, а зараз 542 млн років тому). За даними Міжнародної комісії зі стратиграфії рифей тривав від 1400 до 800 млн років тому.
Перша половина рифею у тектонічному відношенні була спокійною. У кінці рифею відбулася байкальська складчастість. У багатьох районах представлений слабкометаморфізованими породами; характерний широкий розвиток карбонатних формацій з багатим комплексом строматолітів і мікрофітолітів. Відклади, що утворилися протягом рифею, становлять рифейську групу (пісковики, алеврити, базальти, туфи).
Передував венду (едіакарію).

## На території України
В Україні поклади рифею поширені в межах Волино-Подільської плити і Галицько-Волинської синеклізи. Серед корисних копалин рифею найважливіші: марганцевий і мідний залізняк, магнезити; значні запаси поліметалічних, титанових, кобальтових і уранових руд, присутні евапорити.